# Västerharuna, Nagu
Västerharuna är en klippa nära Boskär i Nagu,  Finland.   Den ligger i Pargas stad i den ekonomiska regionen  Åboland  och landskapet Egentliga Finland. Ön ligger omkring 7 kilometer nordost om Boskär, omkring 13 kilometer söder om Nagu kyrka,  47 kilometer sydväst om Åbo och 170 km väster om Helsingfors. Närmaste allmänna förbindelse är förbindelsebryggan vid Östra Rockelholm som trafikeras av M/S Cheri.
Terrängen runt Västerharuna är mycket platt.  Närmaste större samhälle är Nagu, 13,4 km norr om Västerharuna. 